# Cannobio

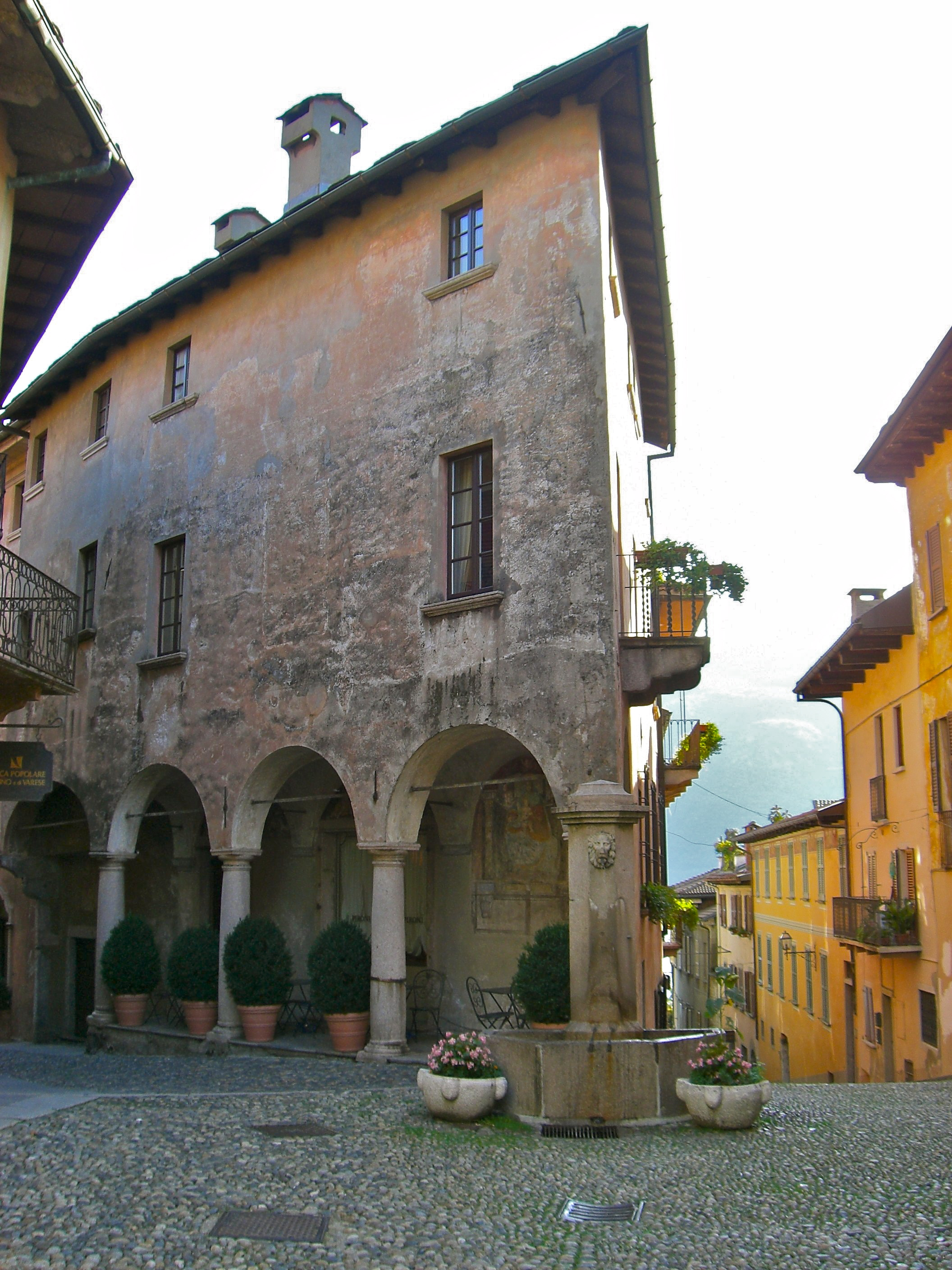
Hotel en Cannobio.

Cannobio es una localidad y comune italiana de la provincia de Verbano-Cusio-Ossola, región del Piamonte, con 5.128 habitantes. Es fronteriza con Suiza a través del Lago Mayor.

## Historia
Los primeros habitantes de Cannobio fueron probablemente súbditos del imperio romano que llegaron en tiempos del emperador Augusto. Se conservan en la ciudad sarcófagos de los siglos II y III d. C..
El primer documento que menciona a Cannobio data del año 909. Durante la Edad Media, el pueblo llegó a tener una importante industria de lana, tintura y madera. Fue nombrada villa en el año 1207 otorgándosele autonomía administrativa desde entonces. El Palazzo della Ragione fue construido en 1491 bajo el gobierno del podestá Ugolino da Mandello.
Cannobio fue asignado a la arquidiócesis de Milán y desde 1817 estuvo bajo la autoridad del obispo de Novara. Su parroquia estaba compuesta por los pueblos de Cannobina, Cannero, Brissago y otras áreas en el lado oeste del lago. La iglesia de San Víctor inició su construcción en 1076 levantándose el campanario hacia el siglo XIII y posteriormente reconstruida entre 1733 a 1749. En 1342, la comunidad cesó su autonomía y se sometió de manera espontánea a la autoridad de Giovanni Visconti, señor de Milán. Desde entonces la administración de Cannobio estuvo vinculada al Ducado de Milán.
En 1522, una pintura de la Virgen María comenzó presuntamente a sangrar. Poco tiempo después de la aparición, una plaga devastó el área del Lago Mayor pero Cannobio se mantuvo relativamente indemne. Ante estos eventos, los religiosos encabezados por el cardenal Carlos Borromeo ordenaron construir una capilla en la cual se venera hasta la actualidad esta imagen mariana.
Durante los siglos XV y XVI la economía de Cannobio experimentó una renovación económica, lo cual se reflejó en la construcción de enormes residencias en la rivera del lago dejando atrás el centro de la villa original. Durante esta época se construyeron los palacios Omacini y Pironi.
En la época del Resurgimiento, el pueblo repelió las incursiones austriacas en 1859 y fue visitado por Giuseppe Garibaldi en 1862. La apertura de caminos alrededor del lago hacia la frontera suiza en 1863 trajo consigo la llegada de nuevas fábricas incluyendo la producción de seda.
En 1927, el territorio de la comuna de Cannobio fue extendido para incorporar algunas villas vecinas pequeñas como Traffiume, Santa Ágata y San Bartolomé. Durante la Segunda Guerra Mundial, el pueblo se reveló al régimen nazi-fascista gobernante y del 2 al 9 de septiembre de 1944 se proclamó la república de Ossola. 
Desde 1995 el pueblo pertenece a la provincia de Verbano-Cusio-Ossola.

## Evolución demográfica
| Gráfica de evolución demográfica de Cannobio entre 1861 y 2001 |
|                                                                |
| Fuente ISTAT - elaboración gráfica de Wikipedia                |